# Kazimierz Jabłoński (lekarz)
Kazimierz Jabłoński (ur. 1905, zm. 2004) – polski lekarz ginekolog i położnik.

## Życiorys
Urodził się w 1905 r. Ukończył studia na Uniwersytecie Jana Kazimierza we Lwowie. Od 1951 r. był kierownikiem II Kliniki Ginekologii i Położnictwa Akademii Medycznej we Wrocławiu, a w latach 1955–1957 pełnił funkcję przewodniczącego zarządu Polskiego Towarzystwa Ginekologicznego. Od 1971 r. był kierownikiem Kliniki Ginekologii Zachowawczej Instytutu Ginekologii i Położnictwa. W latach 1957–1959 sprawował obowiązki prorektora ds. klinicznych Akademii Medycznej we Wrocławiu. 
Zmarł w 2004 r. i został pochowany na cmentarzu św. Wawrzyńca.

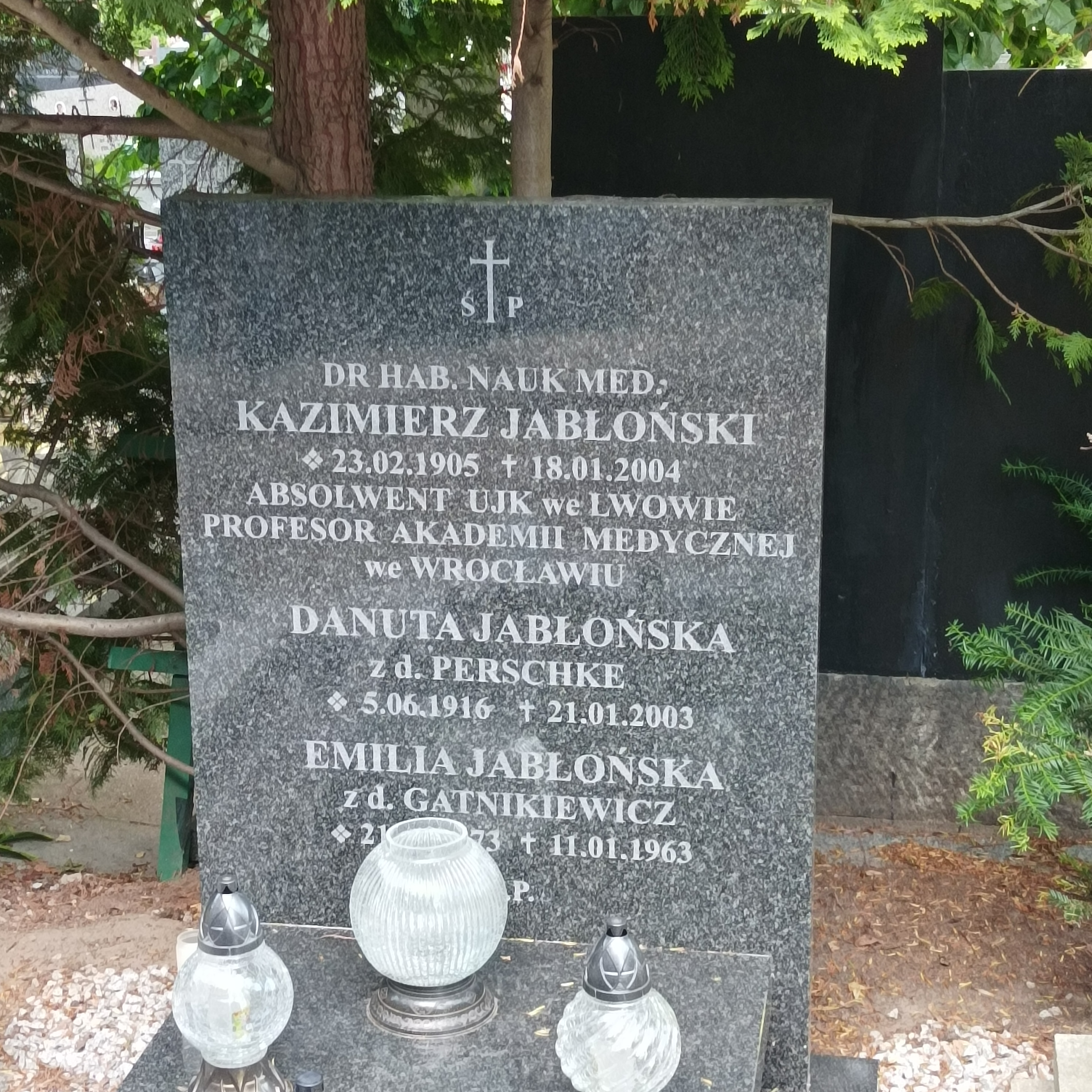
Grób prof. Kazimierza Jabłońskiego na Cmentarzu św. Wawrzyńca we Wrocławiu